# Marc Baril
Marc Baril est un compositeur de musique de film et de jeu vidéo canadien né à Québec .
Marc Baril est né et a grandi à Québec, Canada.
Crash Bandicoot, et sur les jeux The Simpsons: Hit and Run, The Simpsons: Road Rage et Scarface: The World Is Yours.

## Biographie
Marc Baril est né et a grandi à Québec, Canada.
Son premier instrument est une guitare électrique d'occasion, achetée avec ses économies. Son premier groupe, The Spitfires, s'entraînait dans une laverie où la laveuse et la sécheuse faisaient partie de leur section rythmique.
Jeune adulte, il parcourt le monde pendant 5 ans, et après un voyage en Australie et en Asie du Sud qui le laisse sans le sou, il débarque à Vancouver en 1989 et suit sa passion pour étudier la musique. Il était autodidacte jusqu'à ce qu'il obtienne un diplôme du Vancouver Community College en guitare et composition jazz. Il a ensuite obtenu un BA de l'École de musique de l'Université de la Colombie-Britannique en 1996.
Carrière professionnelle.
En 1993, Baril a rencontré un programmeur sonore de la petite entreprise Radical Entertainment lors d'une jam session avec un groupe de personnes et a accepté l'offre du programmeur sonore de faire de la musique pour un jeu vidéo. Baril a été embauché pour composer la musique du jeu Super Nintendo Entertainment System Speed Racer dans My Most Dangerous Adventures. Les résultats ont été si satisfaisants que Mar s'est vu offrir un emploi à temps plein, devenant le premier créateur de contenu audio embauché chez 
Radical Entertainment.
En 2007 et 2008, Baril a été commandé par le Vancouver Symphony Orchestra et le Victoria Symphony Orchestra. Sa musique a été interprétée par divers artistes et ensembles locaux et il a enregistré sa musique avec des orchestres complets au Newman Stage de la 20th Century Fox à Los Angeles et aux studios Mosfilm à Moscou. En julio de 2008, fue uno de los doce participantes seleccionados entre cientos de compositores emergentes de todo el mundo para asistir al exclusivo y prestigioso taller de música para cine y televisión de ASCAP de un mes de duración con Richard Bellis que se llevó a cabo en Les anges. Là, il a eu l'occasion de rencontrer et de discuter avec les meilleurs compositeurs d'Hollywood Hans Zimmer, James Newton Howard et John Debney. Baril est devenu auteur-compositeur indépendant en 2009 après avoir travaillé avec Radical Entertainment pendant 15 ans.
Style musical et influences.
Baril est connu pour écrire des mélodies accrocheuses ainsi que des thèmes puissants et émouvants. Marc lui-même a déclaré dans une interview à la page "CrashMania" que dans les couloirs de Radical Entertainment il avait entendu des employés siffler la mélodie de "Turf's Up".

Bien qu'il ait écrit et produit de nombreuses partitions électroniques pour des jeux, il est tout aussi à l'aise et compétent dans l'écriture pour orchestre dans un style plus cinématographique.

## Compositions

### Cinéma

#### Longs métrages
- 2009 : The Thaw
- 2011 : Soufflé au chocolat
- 2013 : Man Tam

#### Courts métrages
- 2009 : Seeds
- 2010 : I Be
- 2011 : Storeys
- 2012 : Nilus
- 2013 : The Perfect Murder
- 2015 : Copper and Light

### Télévision

#### Téléfilms
- 2010 : La Guerre des guirlandes
- 2012 : L'Arbre à souhaits
- 2013 : Twist of Faith
- 2013 : Enquêtrice malgré elle
- 2013 : La Lettre de Kelly
- 2013 : Chapeau bas Père Noël !
- 2014 : Happy Face Killer
- 2016 : Amour, rupture et littérature
- 2017 : Chronique des rendez-vous désastreux
- 2017 : Woman of the House

#### Séries télévisées
- 2012-2014 : Arctic Air (35 épisodes)
- 2013 : Il était une fois un jouet (3 épisodes)

### Jeux vidéo
- 1994 : Speed Racer in Most Dangerous Adventures
- 1994 : Beavis and Butt-Head
- 1996 : Power Piggs of the Dark Age
- 2000 : MTV Sports: Pure Ride
- 2000 : Jackie Chan Stuntmaster
- 2003 : The Simpsons: Hit and Run
- 2005 : Crash Tag Team Racing
- 2006 : Scarface: The World Is Yours
- 2007 : Crash of the Titans
- 2008 : Crash: Mind over Mutant